# صف (سوره)
به معنی ردیف و صف به صف ایستادن است و نام شصت و یکمین سوره قرآن می‌باشد. نام این سوره از آیه چهارم آن گرفته شده‌است. بعضی از موضوعات این سوره عبارتند از: دعوت به هماهنگی میان گفتار و کردار پرهیز از سخن گفتن بدون عمل دعوت به جهاد اشاره به پیمان‌شکنی قوم بنی اسرائیل موضوع بشارت دادن عیسی به آمدن پیامبر اسلام تضمین پیروزی اسلام بر همه ادیان اشاره به حوارّیون عیسی می‌باشد.
این سوره در مدینه نازل شده و ۱۴ آیه دارد.
سوره صف، سوره شماره ۶۱ قرآن می‌باشد. نام دیگر سوره صف، سوره حضرت عیسی (ع) یا سوره حواریون است.
این سوره ۶۱ مین سوره است

## یَا أَیُّهَا الَّذِینَ آَمَنُوا لِمَ تَقُولُونَ مَا لَا تَفْعَلُونَ
جمعی از مؤمنان می‌گفتند: بعد از این هر وقت با دشمن رو به رو شویم پشت نخواهیم کرد و فرار نمی‌کنیم ولی در روز احد فرار کردند تا آنجا که پیشانی پیامبر و دندان مبارک او شکسته شد.
آیه فوق نازل شد و پیامی چنین آورد: چرا چیزی می‌گویید که انجام نمی‌دهید؟